# Ачеська Вікіпедія
Ачеська Вікіпедія (ачес. Wikipèdia bahsa Acèh) — розділ Вікіпедії ачеською мовою. Створена у 2009 році. Ачеська Вікіпедія станом на 25 березня 2025 року містить 12 977 статей, 30 194 зареєстрованих користувачів, 46 активних дописувачів, 3 адміністраторів
. Загальна кількість сторінок в ачеській Вікіпедії — 27 870, редагувань — 152 259, мультимедійні файли відсутні
. Глибина (рівень розвитку мовного розділу) ачеської Вікіпедії дуже мала і становить лише 7.2 пунктів
.

## Історія
- Березень 2009 — створена 100-та стаття[3].
- Грудень 2009 — створена 1 000-на стаття[3].
- Травень 2013 — створена 2 000-на стаття[4].